# Colonia Tulteca Teopan
Colonia Tulteca Teopan är en ort i Mexiko, tillhörande kommunen Tepetlaoxtoc i delstaten Mexiko. Colonia Tulteca Teopan ligger i den centrala delen av landet och tillhör Mexico Citys storstadsområde. Orten hade 1 903 invånare vid folkmätningen 2010.